# Tewle
Tewle (biał. Тэўлі; ros. Тевли) – wieś na Białorusi, w obwodzie brzeskim, w rejonie kobryńskim, w sielsowiecie Tewle.
Dawniej wieś i majątek ziemski. W XIX w. powstała tu stacja kolejowa Tewle na linii Moskwa - Mińsk - Brześć. W dwudziestoleciu międzywojennym wieś leżała w Polsce, w województwie poleskim, w powiecie kobryńskim. Od 1928 była siedzibą gminy Tewle.

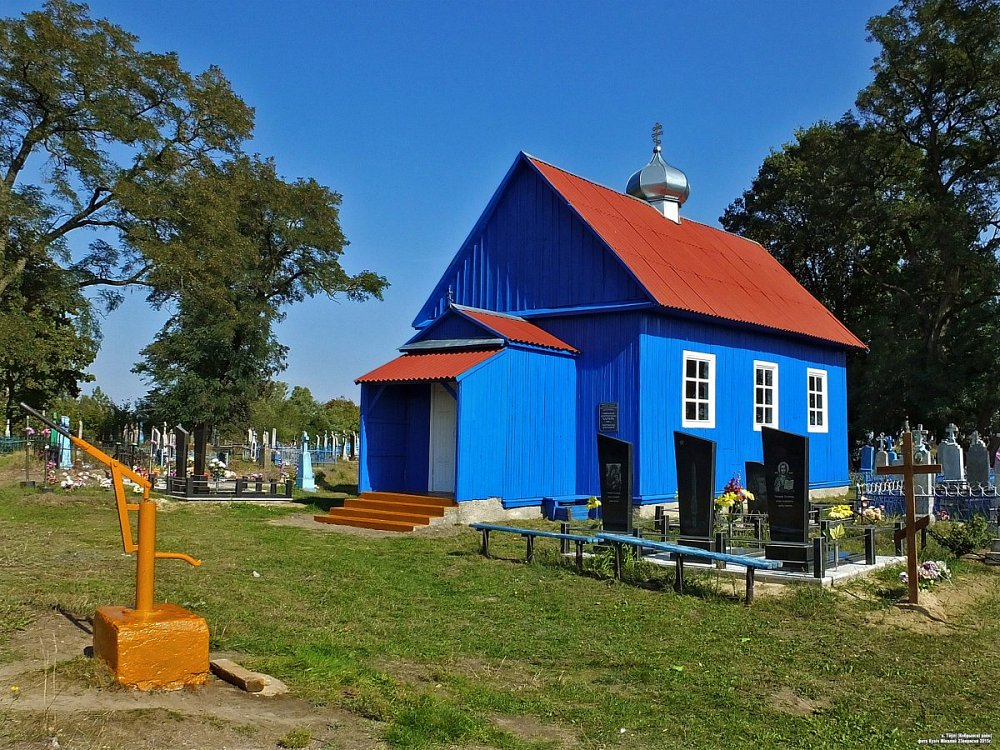
Kaplica cmentarna św. Dymitra

W miejscowości znajdują się dwie świątynie prawosławne – cerkiew parafialna pw. Zaśnięcia Matki Bożej i kaplica cmentarna pw. św. Dymitra Sołuńskiego.